# 柿木吾郎
柿木吾郎（かきのき ごろう、1930年5月10日-2013年1月8日）は、日本の音楽学者。

## 生涯
東京生まれ。1955年東京芸術大学音楽学部楽理科卒。宮崎大学教育学部助教授、上越教育大学教授。94年定年退官、名誉教授。

## 著書
- 『演奏の形』山下史人等絵 ポプラ社 少年少女音楽全集 1958
- 『オルガンピアノのひき方』山下史人 等絵 ポプラ社 少年少女音楽全集　1960
- 『エスニック音楽入門 民族音楽から見た音楽と教育』国土社 1989

### 翻訳
- クルト・ザックス『楽器の歴史』全音楽譜出版社 1965－66
- クルト・ザックス『音楽の起源』皆川達夫共訳 音楽之友社 ノートン音楽史シリーズ　1969
- ヴァルター・ヴィオラ『世界音楽史 四つの時代』音楽之友社 1970
- デイヴィッド・マンロウ『中世・ルネサンスの楽器』音楽之友社 1979

## 論文
- <柿木吾郎